# Aquila (portaerei)
L'Aquila fu una portaerei progettata per la Regia Marina durante la seconda guerra mondiale, ottenuta riutilizzando e modificando lo scafo del transatlantico Roma. Fu la prima portaerei italiana dotata di ponte di volo continuo ad essere stata costruita, ma non entrò mai in servizio attivo.

## Origine
Nonostante i vertici militari italiani avessero sempre osteggiato la costruzione di portaerei, in seguito all'attacco della base di Taranto nella notte dell'11-12 novembre 1940 (in cui la Marina italiana in un solo colpo ebbe tre navi da battaglia gravemente danneggiate) – che rese particolarmente evidente l'efficacia della aviazione imbarcata – venne deciso urgentemente di dotare la Regia Marina di una portaerei.
Tra i possibili candidati alla trasformazione in portaerei venne scelto il transatlantico Roma, in quanto pur essendo una nave relativamente recente (aveva 15 anni di età) necessitava di lavori di riparazione e dell'installazione di un nuovo impianto motore e sarebbe stata quindi ceduta abbastanza facilmente dalla società armatrice.
La nave era stata costruita per la Società "Navigazione Generale Italiana" di Genova dal cantiere navale G. Ansaldo & Co di Sestri Ponente dove venne varata il 26 febbraio 1926.
L'ipotesi del trasformare il transatlantico Roma in portaerei era stata già ipotizzata sin dalla fine del 1935 quando il peggiorare dei rapporti tra l'Italia e il Regno Unito a causa della Guerra d'Etiopia mise lo Stato Maggiore di fronte alla necessità di garantire, nell'eventualità di un conflitto, la protezione aerea delle navi a fronte di una Marina, quella inglese, dotata di portaerei. La necessità di contenere i tempi di realizzazione e i costi fecero optare per un progetto che prevedesse la modifica del transatlantico Roma o in alternativa del transatlantico Augustus.
Nel 1938, in occasione della crisi dei Sudeti, si tornò a valutare la possibilità di costruire una portaerei, e venne valutata la possibilità di trasformare l'incrociatore pesante Bolzano in incrociatore lanciaerei, basato sul progetto dell'incrociatore portaerei del generale del Genio Navale Giuseppe Rota del 1925, mediante la demolizione delle sovrastrutture ad esclusione delle due torri da 203/53 Mod. 1927 all'estrema prora e all'estrema poppa, con l'installazione di quattro catapulte, di cui una incassata nel ponte e tre brandeggiabili; sulla dritta della nave sarebbe stata realizzata una piccola isola con uno o due fumaioli. La nave in tale configurazione sarebbe stata in grado di movimentare una dozzina di aerei da caccia.

## Il progetto
Il progetto di trasformazione venne sviluppato dal colonnello del Genio Navale Luigi Gagnotto e prevedeva un'unità con due ponti sovrapposti, con il ponte inferiore da utilizzarsi per il decollo degli aeromobili e quello superiore da utilizzarsi per gli atterraggi, come avveniva per le giapponesi Akagi e Kaga e per l'inglese Furious. Il ponte inferiore prevedeva l'installazione di due catapulte per facilitare il decollo degli aerei. Il progetto prevedeva la sostituzione dell'apparato motore e la modifica della carena, allo scopo di permettere all'unità di raggiungere la velocità di 26 nodi, sufficiente per permetterle di operare senza problemi con il resto della flotta. La nave sarebbe stata in grado di imbarcare un totale di 56 aerei, tutti ad ali ripiegabili, di cui 18 da bombardamento, 30 da caccia più 8 smontati, che sarebbero stati ricoverati nell'unica aviorimessa prevista sotto il ponte di volo; erano previsti due elevatori di grandi dimensioni per gli aerei più quattro di dimensioni inferiori per le bombe. L'armamento previsto era di due cannoni binati da 120/50 e altrettanti da 100/47 oltre ad altre armi di calibro inferiore. Allo scopo di privilegiare la velocità della nave la protezione passiva sarebbe stata del tutto inesistente, priva di corazzatura e di compartimentazione aggiuntive rispetto a quelle originali della nave passeggeri.
Iniziò la guerra e le prime battaglie navali contro gli inglesi resero evidente la necessità di avere una portaerei in squadra, sin dalla Battaglia di Punta Stilo, in cui gli aerei della Royal Navy attaccarono, fortunatamente senza esito, le navi italiane e si tornò a considerare la trasformazione in portaerei del transatlantico Roma. Nel giugno 1941 venne presentato il progetto del generale del Genio Navale Gustavo Bozzoni per la trasformazione di tale nave in portaerei. Il progetto prevedeva l'installazione di doppi fondi affiancati alle carene e riempiti di cemento armato fino al galleggiamento. Il sistema aveva dato ottime prestazioni alle prove di scoppio in vasca ed inoltre richiedeva poco acciaio per la sua realizzazione rispetto ad una corazzatura classica. Non era peraltro previsto nessun tipo di corazzatura per la difesa contro bombe d'aereo o artiglieria navale.
Veniva prevista la sostituzione dell'apparato motore con quello di due incrociatori leggeri della nuovissima classe Capitani Romani, allo scopo di permettere all'unità di raggiungere la velocità di 30 nodi. La nave avrebbe imbarcato un totale di 34 aerei da caccia o in alternativa 16 aerei da caccia e 9 da bombardamento, mentre la difesa sarebbe stata assicurata da otto dei nuovi cannoni da 135/45 in quattro impianti binati, dodici cannoni antiaerei singoli da 65/64 ed almeno venti mitragliere da 20 mm in dieci impianti binati prestabilizzati. Il progetto non ebbe seguito poiché presentava un grosso limite operativo consistente nel fatto che gli aerei, dopo l'involo, non sarebbero stati recuperati, vista la difficoltà della manovra di atterraggio ed il lungo addestramento necessario ai piloti per effettuarla.

## Caratteristiche

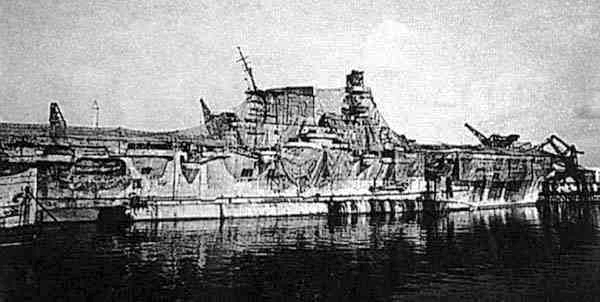
La nave in allestimento coperta dai teli di mimetizzazione

La trasformazione del transatlantico "Roma" in portaerei venne ordinata nel luglio del 1941. Accantonato il progetto originario di modifica, sviluppato dal generale del genio navale Gustavo Bozzoni, la realizzazione finale ha visto la protezione passiva realizzata mediante 18 paratie stagne (di cui 11 doppie), controcarene esterne e doppifondi riempiti di calcestruzzo armato sino alla linea di galleggiamento. L'applicazione di controcarene avrebbe permesso alla nave sia di raggiungere velocità elevate sia di migliorare la protezione subacquea nei confronti dei siluri. Le contromisure passive consistettero anche in una corazzatura ai depositi di carburante e di munizioni, mentre il riempimento delle controcarene con uno spessore di cemento armato, previsto anche nel progetto Bozzoni e che aveva dato ottime prestazioni alle prove di scoppio in vasca, richiedeva meno acciaio per la sua realizzazione rispetto ad una corazzatura classica. Lo scafo, controcarene comprese, venne allungato di circa 5 metri.
Prima della guerra, era già stata prevista una rimotorizzazione della "Roma", sostituendo le sue vecchie turbine a vapore con quattro motori diesel FIAT 6512 D da 20000 CV ciascuno, costruiti dalla FIAT Grandi Motori di Torino. Questi motori, tra i maggiori motori a combustione interna mai prodotti, le avrebbe fornito un apparato simile alla sua gemella ''Augustus''. Ma nonostante i motori vennero costruiti nel 1939, gli eventi bellici non permisero l'uso di questi propulsori.
Si optò invece per l'utilizzo, come prevedeva già il progetto Bozzoni, di due apparati originariamente destinati a incrociatori leggeri della classe Capitani Romani, molto più potenti, diventati disponibili dopo la cancellazione della costruzione di quattro delle dodici unità previste, con otto caldaie e quattro turbine. La potenza di ciascuno dei gruppi caldaie/turbina venne limitata da 50 000 a 37500 CV, per un totale di circa 150000 CV, consentendo alla nave di raggiungere una velocità massima di circa 30 nodi.
I quattro propulsori FIAT originariamente destinati alla ''Roma'' sopravvissero al conflitto e vennero riutilizzati in coppie di due per i transatlantici gemelli Giulio Cesare e Augustus, costruiti nel dopoguerra.

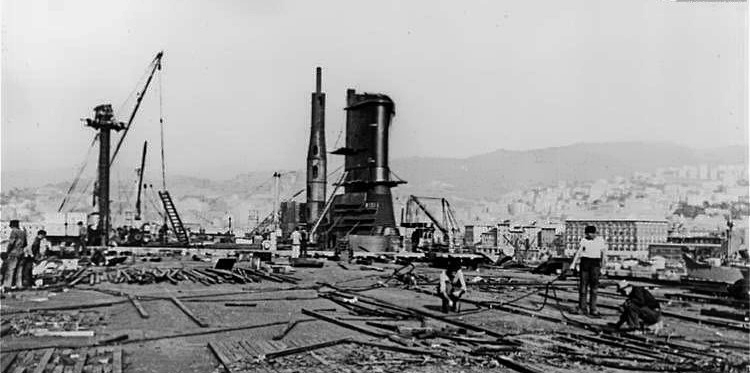
realizzazione del ponte di volo

Il ponte di volo, continuo da prora a poppa e sostenuto da apposite strutture, aveva una voluminosa isola a più piani sul lato di dritta, a circa metà nave, con la plancia di comando e numerose piazzole per le armi antiaeree. Ai lati dello scafo erano presenti piazzole simili per l'armamento antisilurante.

### Armamento
L'Aquila era equipaggiata con due catapulte Demag ad aria compressa di produzione tedesca con due elevatori. L'aviorimessa era divisibile in quattro sezioni da paratie tagliafuoco. Avrebbe potuto imbarcare 51 aerei da caccia tipo Reggiane Re.2001 di cui 10 sul ponte di volo, 26 nell'aviorimessa e i rimanenti sospesi al cielo della stessa con un espediente ingegnoso inventato per poter aumentare la capacità di carico della nave. Era stata prevista anche la costruzione di una versione del Re.2001 ad ali ripiegabili che avrebbe potuto portare a 66 caccia la capacità di imbarco.
L'armamento, destinato principalmente alla difesa contraerea, era costituito da otto cannoni singoli da 135/45 e dodici da 65/64 mm installati a prua, poppa e su mensole ai lati dei ponti di volo e da 132 mitragliere da 20 mm installate ai lati del ponte di volo e davanti e dietro l'isola.

## Dopo l'armistizio nella RSI

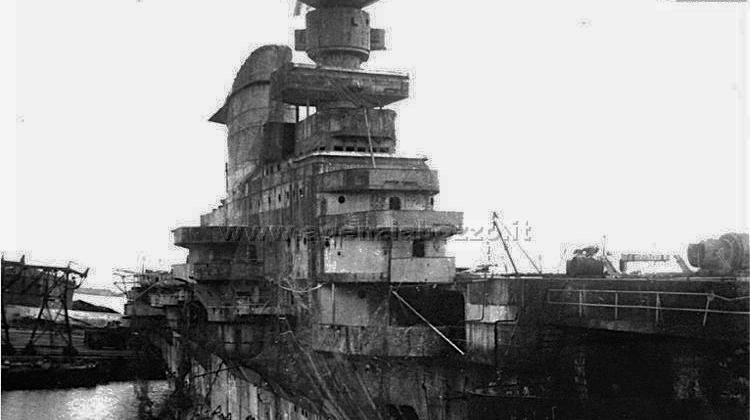
L'isola danneggiata dagli incendi causati dai bombardamenti

Pur essendo stata danneggiata nel novembre 1942, mentre era ancora in allestimento a Genova, alla data dell'armistizio dell'8 settembre 1943, la nave era già completata al 90%, praticamente pronta per i collaudi e le prove in mare ed aveva già effettuato le prime prove statiche dell'apparato motore, ma non fece in tempo ad entrare in servizio attivo.
Il 9 settembre la nave, che era stata sabotata prima di essere abbandonata dall'equipaggio, cadde nelle mani dei tedeschi che se ne impadronirono affidandola alle autorità della Repubblica Sociale Italiana (RSI), le quali ne tentarono il completamento per immetterla in servizio nella Marina Nazionale Repubblicana, ma senza successo, a causa dei continui bombardamenti alleati, come quello nel porto di Genova del 16 giugno 1944 in cui la nave subì gravi danni.
I tedeschi cominciarono un parziale smantellamento per riciclarne il ferro ed infine il 19 aprile 1945 la nave venne attaccata da mezzi d'assalto subacquei "chariot" di Mariassalto facenti parte delle forze cobelligeranti italiane del Regno del Sud, per impedire che i tedeschi ne utilizzassero il grosso scafo per affondarla e bloccare l'imboccatura del porto di Genova. 

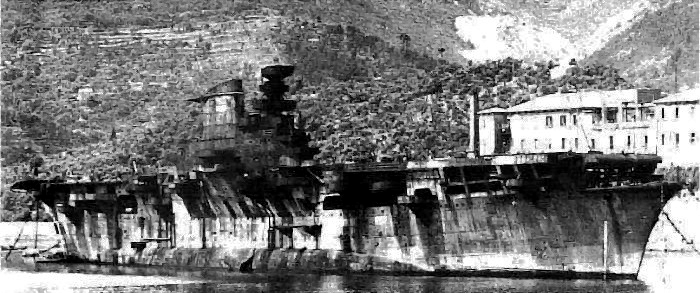
La nave a La Spezia nel 1951

Alla fine della guerra, il 24 aprile 1945, venne ritrovata ancora a galla, semisommersa e posta a metà del porto in un estremo tentativo di bloccare il passaggio fra il bacino della Lanterna e gli scali occidentali. 

### La demolizione
Rimorchiata dagli inglesi alla Calata Bettolo, vi rimase qualche anno finché nel 1949, con la denominazione Pontone P227 fu rimorchiata nel 1949 a La Spezia, in attesa di una decisione su di un suo eventuale riutilizzo per usi civili, ma riscontrata la difficoltà e l'alto costo necessario per riportare la nave allo stato originale di piroscafo, ne venne decisa la demolizione, avvenuta nel 1952.